# Jerzy Englisch
Jerzy Marian Englisch (ur. 18 grudnia 1889 we Lwowie, zm. 3 lutego 1974 w Krakowie) – pułkownik dyplomowany artylerii inżynier Wojska Polskiego, kawaler Orderu Virtuti Militari.

## Życiorys

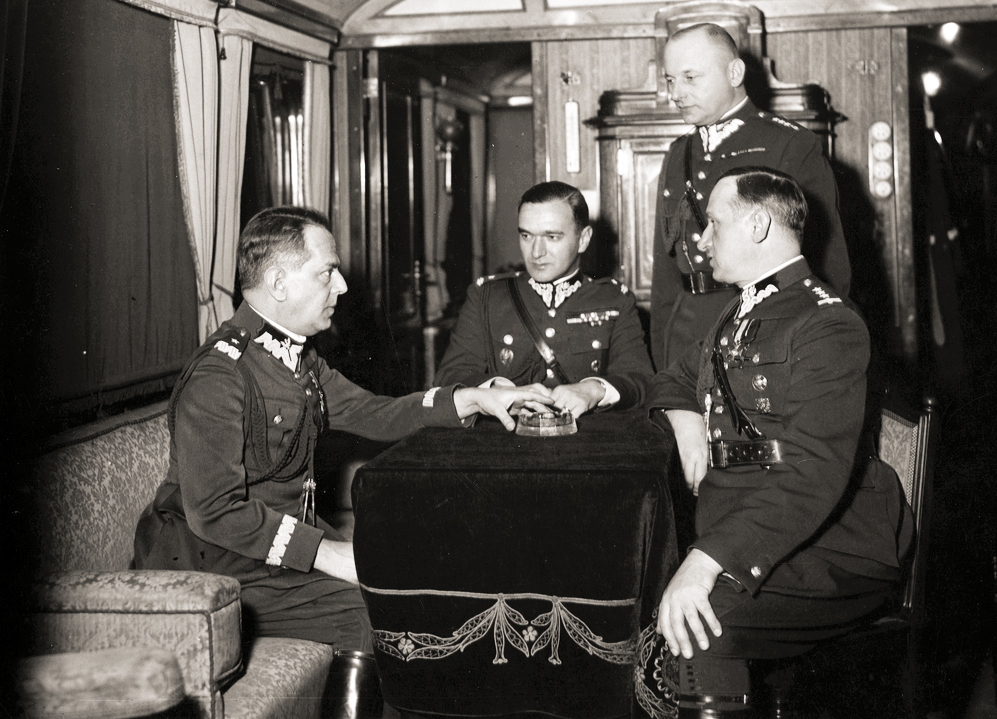
Od lewej gen. Janusz Gąsiorowski, mjr Jan Axentowicz, rtm. Konstanty Horoch, płk Jerzy Englisch w wagonie salonowym podczas wizyty generała w państwach bałtyckich w 1935

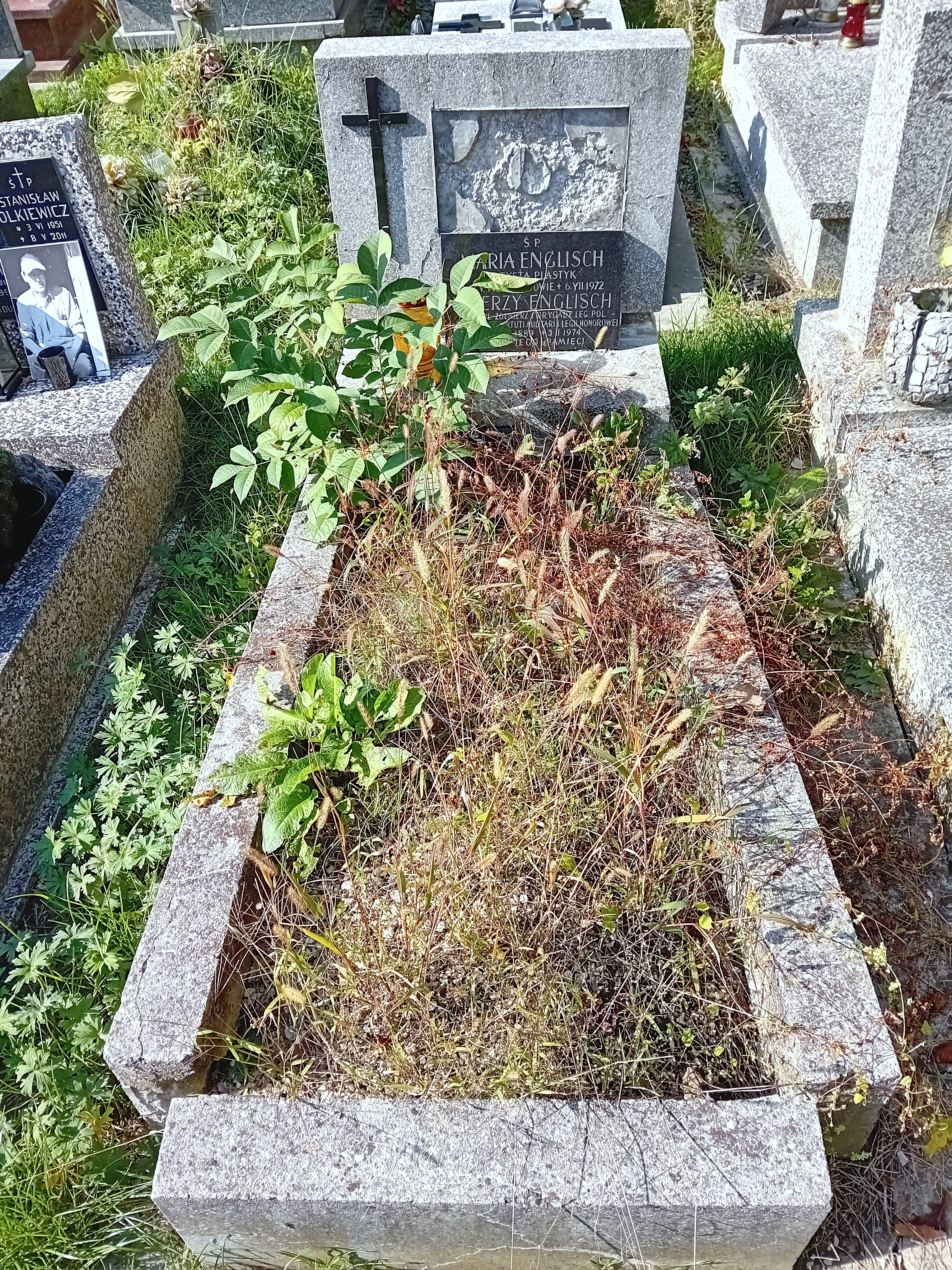
Grobowiec Jerzego Englischa

Urodził się 18 grudnia 1889 jako syn drukarza i późniejszego senatora RP Jana i Marii z Popowiczów. Brat Zygfryda (ur. 1900), żołnierza Legionów Polskich.
W 1909 ukończył siedmioklasową I Wyższą Szkołę Realną w Krakowie i zdał egzamin dojrzałości. Później został absolwentem Politechniki Lwowskiej z tytułem inżyniera. Został członkiem Związku Strzeleckiego.
Po wybuchu I wojny światowej 1914 wstąpił do Legionów Polskich. Skierowany do legionowej artylerii służył na froncie karpackim w szeregach 3 baterii 1 pułku artylerii. Został mianowany chorążym artylerii 14 marca 1915. Był dowódcą 2 plutonu aż do przegranej pod Bałamutówką 10 maja 1915. Od października 1915 służył w 2 baterii. Został awansowany do stopnia podporucznika artylerii 1 grudnia 1915. Po kryzysie przysięgowym z 1917 został wcielony do c. i k. armii.
Po odzyskaniu przez Polskę niepodległości został przyjęty do Wojska Polskiego. Podczas wojny polsko-ukraińskiej i wojny polsko-bolszewickiej służył w szeregach 1 pułku artylerii polowej Lwów, przekształconego na 5 pułk artylerii polowej. 3 maja 1922 roku został zweryfikowany w stopniu majora ze starszeństwem z dniem 1 czerwca 1919 roku i 93. lokatą w korpusie oficerów artylerii. Za swoje czyny 17 maja 1922 roku otrzymał order wojskowy „Virtuti Militari" V klasy. W latach 1921–1923 był słuchaczem II Kursu Normalnego Wyższej Szkoły Wojennej w Warszawie. Z dniem 1 października 1923 roku, po ukończeniu kursu i uzyskaniu tytułu naukowego oficera Sztabu Generalnego, otrzymał przydział do Inspektoratu Armii Nr V we Lwowie na stanowisko III referenta. 1 grudnia 1924 roku awansował do stopnia podpułkownika ze starszeństwem z dniem 15 sierpnia 1924 roku i 21. lokatą w korpusie oficerów artylerii. W czasie studiów i służby sztabowej pozostawał oficerem nadetatowym 6 pułku artylerii ciężkiej we Lwowie. 14 października 1926 roku został wyznaczony na stanowisko II oficera sztabu inspektora armii we Lwowie, generała dywizji Mieczysława Norwid-Neugebauera. 23 maja 1927 roku został mianowany zastępcą dowódcy 5 pap we Lwowie. W 1929 roku został mianowany dowódcą tego oddziału, który 31 grudnia 1931 roku został przemianowany na 5 pułk artylerii lekkiej. Pułkiem dowodził ponad pięć lat. 21 grudnia 1932 roku został awansowany do stopnia pułkownika ze starszeństwem z dniem 1 stycznia 1933 roku i 4. lokatą w korpusie oficerów artylerii. W czerwcu 1934 roku został szefem Oddziału II Sztabu Głównego w Warszawie. W październiku 1935 roku został przeniesiony do Generalnego Inspektoratu Sił Zbrojnych i przydzielony do składu osobowego inspektora armii, generała dywizji Tadeusza Piskora na stanowisko I oficera sztabu. W wypadku wojny z ZSRR objąłby stanowisko szefa sztabu Armii „Baranowicze”. Od 12 sierpnia 1938 roku do 17 września 1939 roku był szefem Departamentu Uzbrojenia Ministerstwa Spraw Wojskowych.
Przed 1939 był działaczem Ligi Obrony Powietrznej i Przeciwgazowej, w 1931 został członkiem zarządu komitetu wojewódzkiego lwowskiego. Po wojnie należał do ZBoWiD.
Zmarł 3 lutego 1974 w Krakowie. Pochowany 7 lutego 1974 na cmentarzu wojskowym przy ul. Prandoty w Krakowie (kwatera LXXXIII-12-3). Był żonaty.

## Ordery i odznaczenia
- Krzyż Srebrny Orderu Wojskowego Virtuti Militari nr 7506[20] (17 maja 1922)[21][6]
- Krzyż Niepodległości (6 czerwca 1931)[22][20]
- Krzyż Oficerski Orderu Odrodzenia Polski (11 listopada 1934)[23][24][20]
- Krzyż Walecznych (dwukrotnie)[20]
- Złoty Krzyż Zasługi (trzykrotnie[17][25]: 10 listopada 1928[26], 13 maja 1933[27])
- Medal Pamiątkowy za Wojnę 1918–1921[20]
- Medal Dziesięciolecia Odzyskanej Niepodległości[20]
- Odznaka Pamiątkowa Generalnego Inspektora Sił Zbrojnych (15 lipca 1936)
- Wielki Oficer Orderu św. Sawy (Jugosławia, 11 listopada 1936)[20]
- Komandor z Gwiazdą Orderu Zasługi (Węgry)[28][20]
- Komandor z Gwiazdą Orderu Krzyża Orła (Estonia, 11 listopada 1936)[20][29]
- Komandor Orderu Krzyża Orła (Estonia)[20][29]
- Komandor Orderu Miecza (Szwecja, 11 listopada 1936)[20][30]
- Komandor Orderu Trzech Gwiazd (Łotwa)[31][20]
- Komandor Orderu Gwiazdy Rumunii (Rumunia)[20][28]
- Komandor Orderu Białej Róży Finlandii (Finlandia)[31][20]
- Oficer Orderu Legii Honorowej (Francja, 11 listopada 1936)[20][17]
- Medal Wojny 1939–1945 (Wielka Brytania)[17]